# 735.
◄ | 7. stoljeće | 8. stoljeće | 9. stoljeće | ►
◄ | 700-ih | 710-ih | 720-ih | 730-ih | 740-ih | 750-ih | 760-ih | ►
◄◄ | ◄ | 732. | 733. | 734. | 735. | 736. | 737. | 738. | ► | ►►
Astronomija • Književnost • Kršćanstvo • Pravo • Promet

## Događaji
- York je uzdignut u nadbiskupiju

## Vanjske poveznice
|  | Zajednički poslužitelj ima još gradiva o temi 735. |